# Сифон
Вижте пояснителната страница за други значения на сифон.
Сифон е устройство, което използва разликата в налягането, за да премества течности от едно място на друго.
Сифоните работят чрез създаване на вакуум и използване на гравитацията за прехвърляне на течност от по-високото към по-ниското място. Те са ефективни и широко използвани в различни приложения, както в домашни условия, така и в промишлеността.
Има няколко основни приложения и видове сифони:
- Лабораторен сифон – използва се за преливане на течности от един съд в друг без помощта на механични помпи.
- Канализационен сифон – част от санитарните системи, която предотвратява връщането на неприятни миризми от канализацията.
- Сифон за напитки – устройство за газиране на напитки, използвано предимно в миналото